# Pangrapta aroa
Pangrapta aroa là một loài bướm đêm trong họ Erebidae.